# 贝吉·克鲁尔
贝齐·库尔（英語：Beckii Cruel，1995年6月5日—），本名瑞贝卡·安妮·弗兰特（Rebecca Anne Flint），是出生在黑潭並在马恩岛出道的日本流行音乐女歌手。由于她曾经将自拍的舞蹈影片上传到Youtube上，贝齐现在在日本非常享有知名度。她是Youtube上的日本栏目中被评论最多的用户，而她的YouTube账户已经拥有550万次的访问量。

## 早年生活
弗兰特定居在马恩岛，就读于当地的Ramsey Grammar School。弗兰特的父亲是一名警察，母亲是舞蹈教练，弗兰特在11岁的时候开始喜欢上日本动画和日本漫画，她接触的第一本动漫是《幻影天使》。她开始把自己的自拍影片传到Youtube上面去，并且使用xBextahx的網名（源自于她小时候曾经使用过的一个昵称）。影片的背景音乐多数引用日本流行和动漫歌曲，并有她模仿的舞步。2008年11月，她上传了一份自己的舞蹈影片。她在YouTube的影片被上传到了著名日本影片网站NICONICO動畫，迅速吸引了大批粉丝。
日本媒体把弗兰特称作“下一个莉亞·迪桑”。她的相貌和她对cosplay的兴趣使得她在日本的粉丝里知名度大大提高，并成为了萌偶像。尽管如此，在一次发布会上，弗兰特向媒体表示，她的父亲已经提醒过她，要小心自己的年龄和形象會在网络上引起超出预期的注意。

## 事业

### 2009年：开始
2009年8月，在决定與她的唱片公司Life Is So Cruel, Ltd.簽約之前，弗兰特已取消了6次市場計劃。她以艺名Beckii Cruel进军日本，在那里她跟Taro在秋葉原一起表演。尽管克鲁尔有过舞蹈经验，花了大量时间跳芭蕾舞，但她仍不得不去进行发音训练。之后，她开始向David Holland学习，就像她父亲说的那样“每星期至少和他一起工作一次”。
2009年11月4日，她发布了两张独立音乐风格唱片，名字分别叫做和，都包含在的唱片系列。
2009年12月9日，她发布了自己的第一张偶像DVD，名字叫做（This is Beckii Cruel!）。这张DVD一推出便登上日本DVD排行榜的第八位。

### 2010年：Cruel Angels及其首映式
2009年10月，库尔访问了日本，并組成了組合“Cruel Angels”，其中包括来自里昂的18岁法国大学生Sara Cruel，和来自樸茨茅斯的16岁学生Gemma Cruel。这個組合受雇于Tokuma Japan Communications后，於2010年2月10日发布了首張单曲《請給我翅膀》（翼をください）。

## 外部連結
- Beckii Cruel's YouTube（页面存档备份，存于）
- Beckii Cruel's Twitter（页面存档备份，存于）
- Tokuma Japan Communications介紹頁面